# 高松市民会館
高松市民会館（たかまつしみんかいかん）は、かつて香川県高松市番町一丁目に存在した多目的ホールである。

## 歴史
1961年5月、高松市役所隣接地で開館。建設にあたっては当時の高松市長で、常磐グループの創始者だった國東照太（1887年 - 1972年）が工事費3億円のうち5千万円を市に寄付したという逸話がある。
2,000人規模のホールは当時の四国随一であった。以降、長く市民の文化・芸術の中心地として親しまれ、幼稚園の発表会からアーティストのコンサート、学者の講演まで様々なイベントが開催され、入場者は閉館までに1000万人を数える。また、高松交響楽団や香川市民劇場などの地域文化活動が数多く開催された当会館で多くの文化人が育った。
しかし近隣地域で新しいホール完成が進むと、それらに比べて施設設備が劣り、老朽化も目立つ高松市民会館にかわる新しいホールの建設が検討されるようになる。1994年、サンポート高松に新ホールが建設されることが決定し、その後、高松市民会館は2004年3月をもって閉館することが決定。
閉館に伴い市民会館は最後のイベントを一般公募。2004年3月29日、30日の2日間にわたり「ラストステージ2004in市民会館」が開催される。最後のステージ出演は高松第一高等学校音楽部OB。ラストは全出演者・観客による蛍の光の合唱で幕を閉じ、市民会館はその役割を5月20日にオープンするサンポートホール高松に引き継いだ。
解体後は暫定的に駐輪場と公用車駐車場として使用していたが、2012年に高松市は同地に危機管理センターを建設する構想を発表。2018年4月24日に地上8階建ての防災合同庁舎が完成し、同年5月7日から運用を開始した。